# Cinema Trip
『Cinema Trip』（シネマ トリップ）は、日本の女性アイドルグループ『PASSPO☆』の5thアルバム。2017年2月15日にCROWN GOLDから発売された。

## 概要
オリジナルアルバムとしては『Beef or Chicken?』（2015年5月13日発売）以来1年9か月ぶり、日本クラウン移籍後初のフルアルバムで、7人組になって初のアルバム。またPASSPO☆が2018年9月22日をもって解散したため、事実上の最終アルバムでもある。
前作に引き続きテーマはアメリカンガールズロック路線。コンセプトは「映画の旅」であり、曲ごとに異なるメンバーが“主演”という形でメインヴォーカルを務めている。
ファーストクラス盤（Type-A、CD＋「PlayGround」PV収録DVD）とエコノミークラス盤（Type-B、CDのみ）の2形態でのリリース。

## 収録曲
1. Popcorn bought?
作曲・編曲：ペンネとアラビアータ機長
2. Music Navigation
作詞・作曲・編曲：ペンネとアラビアータ機長
3. 7's Up（Cinema Trip Ver.）
作詞：PASSPO☆、ペンネとアラビアータ機長、作曲・編曲：ペンネとアラビアータ機長
4. PlayGround
作詞：増井みお、ペンネとアラビアータ機長、作曲・編曲：ペンネとアラビアータ機長
5. Mr.Wednesday
作詞・作曲・編曲：ペンネとアラビアータ機長
6. ラブリフレイン
作詞：すぅ、作曲・編曲：クボナオキ
7. NASA! 〜なんであいつ好きなんだ、嗚呼〜
作詞：ジェーン・スー、作曲：ペンネとアラビアータ機長、編曲：Adoriano Spinesi、Thanks：firstcellKENTARO
8. 不屈のレジスタンス
作詞：ペンネとアラビアータ機長、作曲：Annie、編曲：薮内寛和、近江戸信
9. WEEKDAY QUEENS
作詞：児玉雨子、作曲：薮内寛和、編曲：Adoriano Spinesi
10. マイノリティー・ヒーロー
作詞・作曲・編曲：ペンネとアラビアータ機長
11. ギミギミaction
作詞・作曲・編曲：ペンネとアラビアータ機長
12. フィルム
作詞：根岸愛、ペンネとアラビアータ機長、作曲・編曲：ペンネとアラビアータ機長
13. バチェロレッテは終わらない
作詞：ジェーン・スー、作曲・編曲：ペンネとアラビアータ機長

### DVD
- 「PlayGround」Music Video